# Neros expedition av Nilen
Neros expedition av Nilen var en expedition som företogs av romarriket till nuvarande Sudan och Sydsudan under kejsar Neros regeringstid, för att finna Nilens källa.
Expeditionen bestod av en mindre grupp av praetorianska militärer, som sändes ut på order av Nero år 60–61 e.Kr. De passerade Meroë och nådde träskmarken Sudd i senare Sydsudan, där de fick svårt att fortsätta längre söderut. 
Vissa romare, bland dem Plinius den äldre, menade att denna expedition i själva verket företogs för att rekognosera inför en tänkbar framtida romersk expansion mot Etiopien.
Det finns teorier om att expeditionen nådde så långt söderut som till Murchison Falls i Uganda, men det finns inga bevis på att så var fallet.